# Ungars Gulbis
Ungars Gulbis (ur. 1975) – łotewski duchowny reformowany, pastor Biblijnego Zboru Reformowanego w Rydze, jeden z liderów łotewskiej społeczności kalwińskiej. 
Ukończył studia na Wydziale Prawa Uniwersytetu Łotewskiego w Rydze, po czym podjął pracę jako adwokat. Wkrótce poświęcił się posłudze duchownego reformowanego, zakładając Ryski Zbór Reformowany, drugą po Ryskim Biblijnym Zborze Reformowanym placówkę kalwińską w mieście. 
Jest żonaty z Gundigą – łotewską śpiewaczką i pisarką. 